# Szczepanów (Marcinowice)

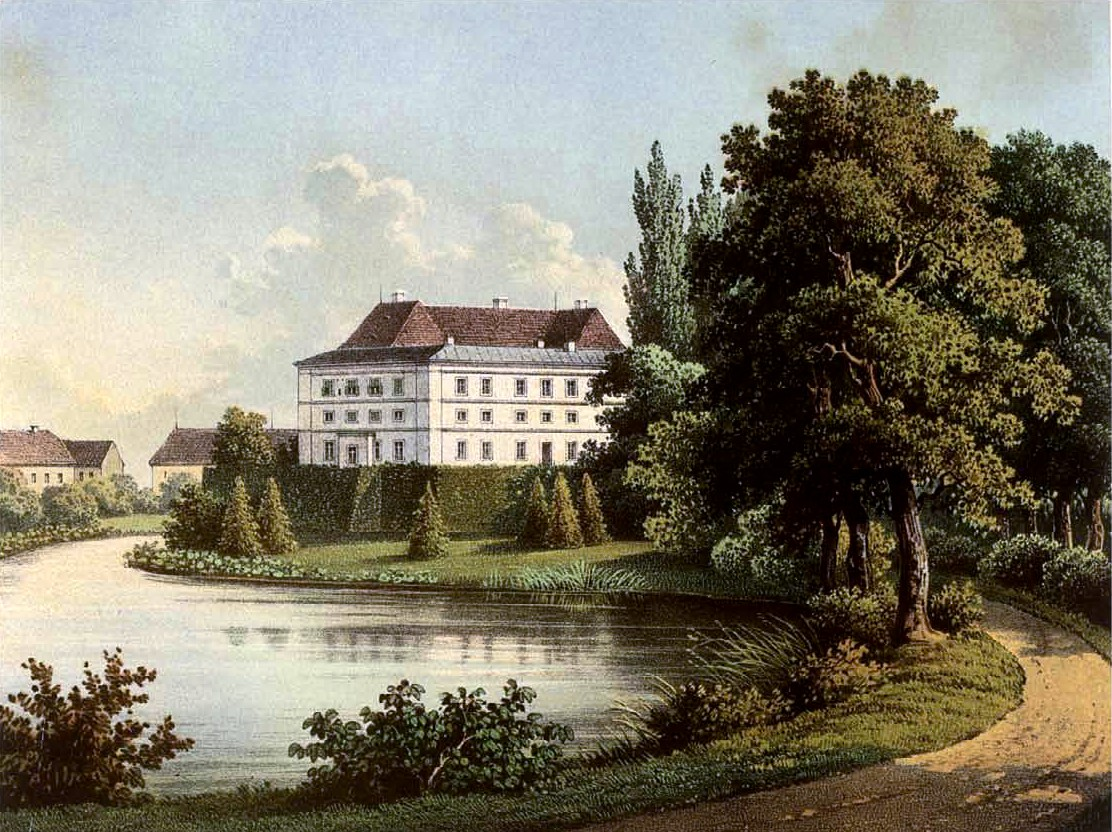
Rittergut Stephanshain Sammlung Drucker

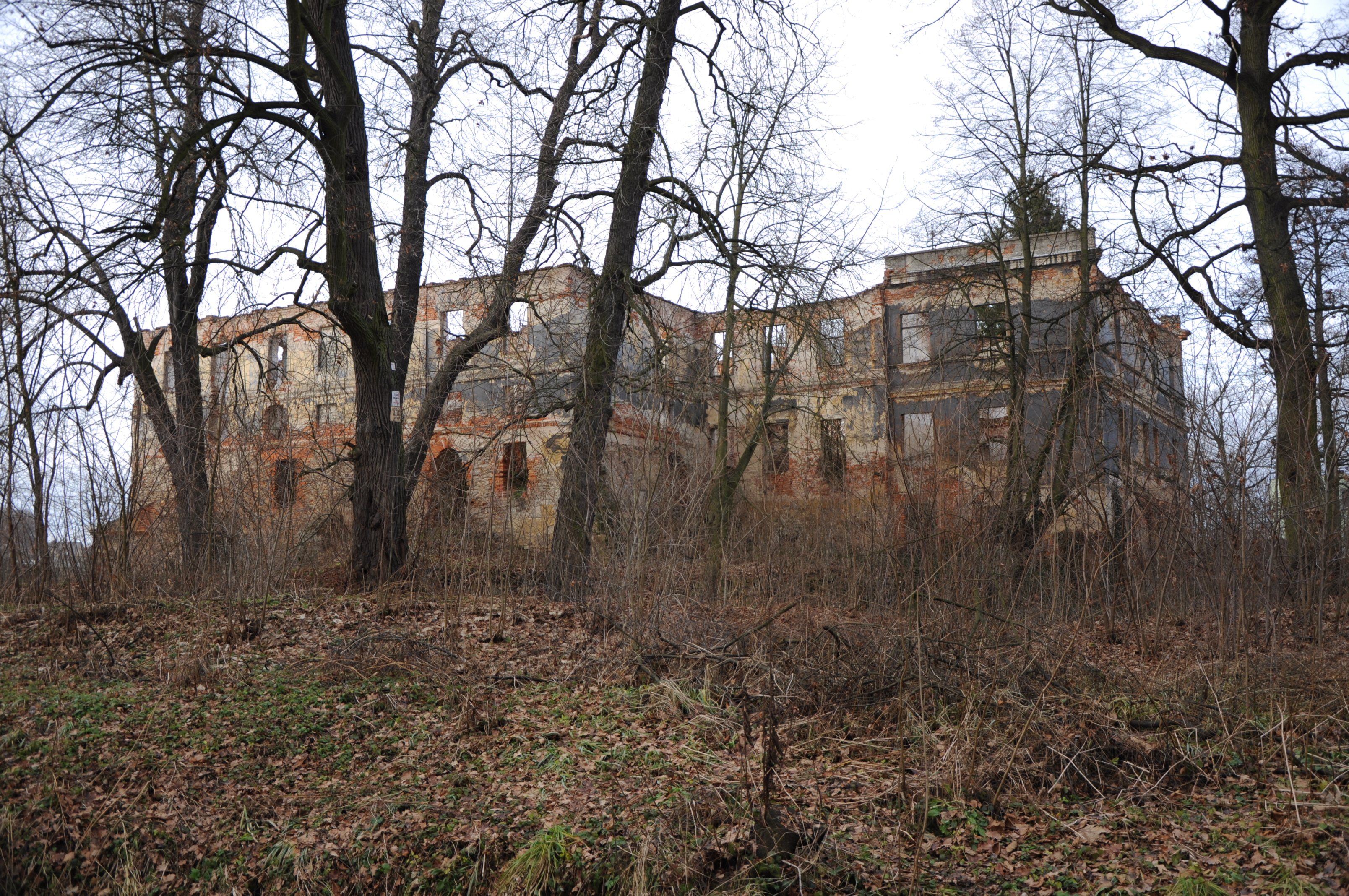
Schlossruine heute

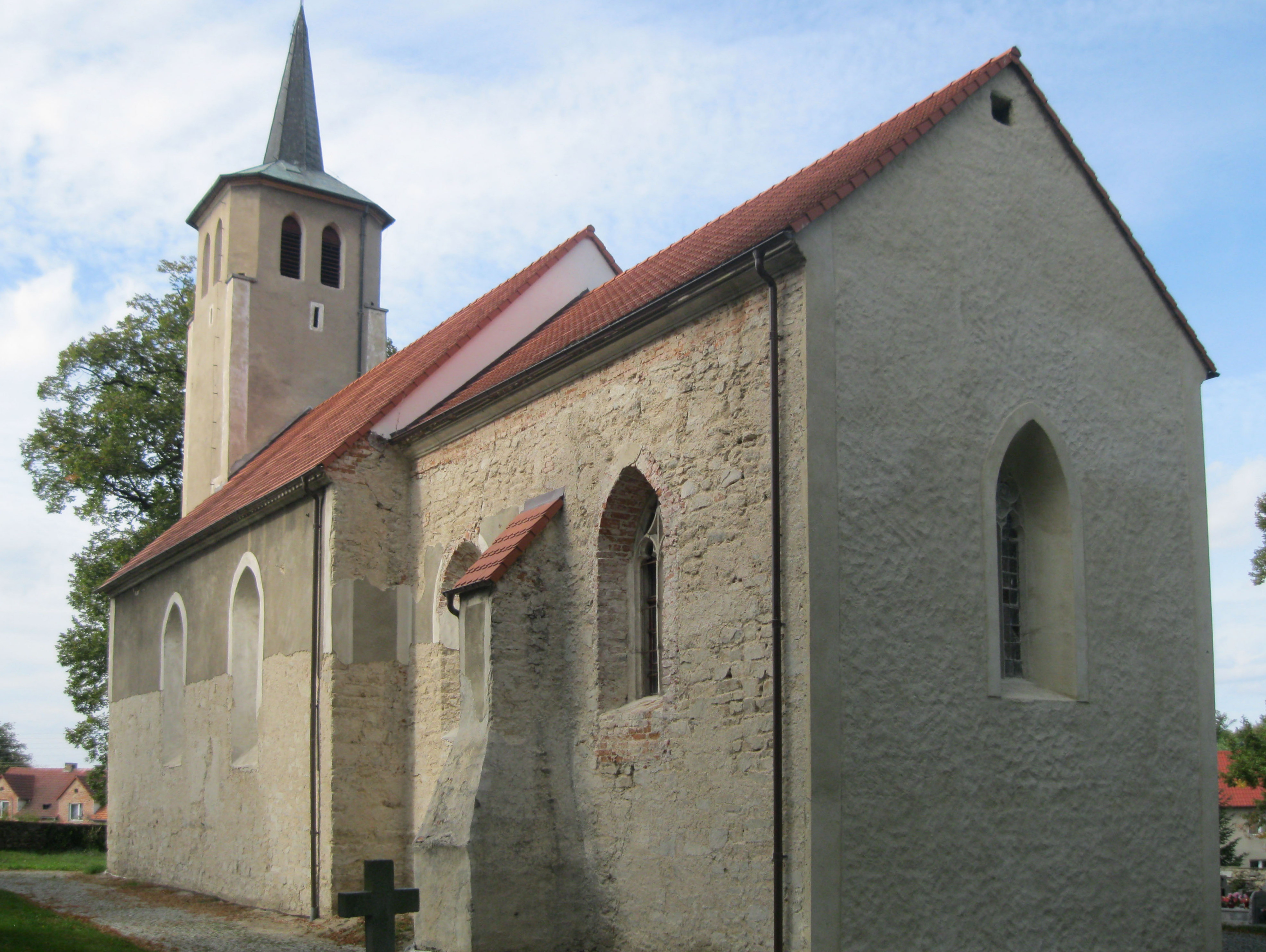
Kirche Unsere Liebe Frau vom Rosenkranz

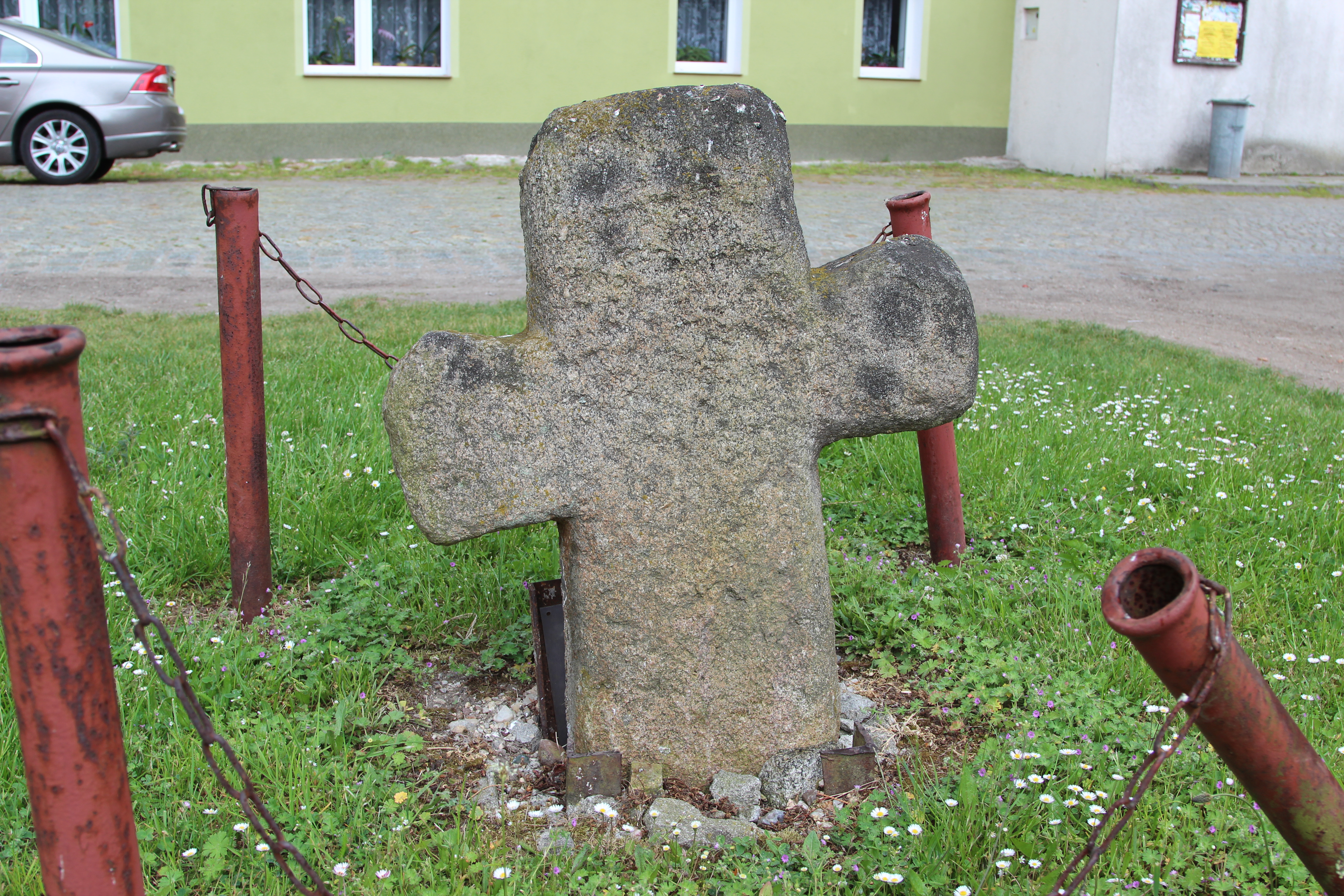
Sühnekreuz

Szczepanów (deutsch Stephanshain) ist ein Dorf in der Landgemeinde Marcinowice (Groß Merzdorf) im Powiat Świdnicki (Kreis Schweidnitz) in der Woiwodschaft Niederschlesien in Polen.

## Lage
Der Ort liegt ca. 6 km nordöstlich von Marcinowice (Groß Merzdorf), 16 km nordöstlich von Świdnica (Schweidnitz) und 38 km südwestlich von Breslau.

### Nachbarorte
Nachbarorte sind Klecin (Klettendorf) im Westen, Marcinowice (Groß Merzdorf) im Südwesten, Gola Świdnicka (Guhlau) im Norden, Strzelce (Strehlitz) im Nordosten, Chwałków (Qualkau) im Osten. 

## Geschichte
Stephanshain entstand im Zuge der Ostkolonisation als Waldhufendorf. Das Land wurde von deutschen Siedlern erschlossen, die es durch Rodung und Trockenlegung von Sümpfen urbar machten. Der Ortsname dürfte sich von einem Lokator mit Namen Stephan ableiten. Die Endung Hain geht auf das mittelhochdeutsche Wort „Hagen“ für „gehegten Wald“ zurück. Stephanshain grenzte an die einstigen Stiftsgüter Strehlitz, Bielau und Guhlau. Territorial gehörte es nach der Teilung des Herzogtums Breslau zum Herzogtum Schweidnitz. Mit diesem zusammen fiel es nach dem Tod des Herzogs Bolkos II. 1368 an die Krone Böhmen. 
1319 kauften Conrad von Peczhowe und sein Schwiegersohn Conrad, Scholar von Stephanshain, von Otto von Schyrwicz, vier Hufen in Bielau, im Zobtischen gelegen. Herzog Bernhard von Fürstenberg bestätigte diesen Kauf und befreite die Hufen von allen landesherrlichen Lasten und Geschossen. 1320 verkaufe Conrad von Peczhowe die Hufen an den Schulzen Eberhard und seinen Stiefsohn Apeczko (Peter), beide von Stephanshain. In der Bestätigungsurkunde wurde nochmals ausdrücklich die Befreiung von den landesherrlichen Lasten und Geschossen ausgesprochen. 1332 ließ sich Apeczko, nach dem Tode des Schulzen Eberhard, die Befreiung ein weiteres Mal verbriefen. 1337 erhielt Apeczko von Herzog Bolko für sich und die Dorfinsassen in Polnisch-Bielau das Recht „auf dem ganzen Zobtenberge Vieh zu treiben, zu halten und zu hüten“. 1376 verkauften die Brüder Johannes und Nikolaus von Stephanhain Bielau an den Abt Johannes vom Breslauer Sandstift.
Stephanshain kam später an die Herren von Nimptsch. Der erste Besitzer aus dieser Familie war Vinzenz von Nimptsch, verheiratet mit Margaretha geb. von Schellendorf. Deren Sohn Hans, Kommandeur unter Kaiser Sigismund, stiftete 1446 in der Minoritenkirche zu Schweidnitz für sich selbst, seinen verstorbenen Eltern und seinen Geschwistern Nickel, Hans, Peter, Vinzenz, Kunze, Margaretha, Agnes, Ilse, Katharina und Anna eine ewige Seelenmesse. Als er 1446 unverheiratet starb, wurde er in der oben genannten Kirche bestattet. Sein Grabmal zeigte das vom Kaiser verbesserte Wappen mit vier Feldern. 1410 besaßen das Gut Stephanhain seine Brüder Hans und Kunze von Nimptsch und 1454 Heinze von Nimptsch.
Vinzenz, der Sohn von Heinze von Nimptsch, starb 1497 und vererbte das Gut seinem Sohn Diprand (Senior), der 1548 seine Gerechtsame darauf verwies. 1584 erhielt es sein Enkel gleichen Namens. 1619 war der Besitzer Jonas von Nimptsch und 1626 dessen Bruder Jonathan. Während des Dreißigjährigen Krieges kam es am 30. Mai 1642 in der wellenförmigen Ebene zwischen Merzdorf und Stephanshain, zwischen schwedischen und kaiserlichen Truppen, zu einem schweren Gefecht. 1650 kaufte das Gut der kaiserliche Obrist Tobias von Weene auf Giesenburg. 1660 gehörte es seinem Sohn Baron von Giesenburg. Dessen Witwe Barbara Helena, geb. Freiin von Nimptsch und Oels hinterließ es 1715 ihrem Bruder Franz Julius von Nimptsch auf Kuhnern. 1745 gelangte Stephanshain an Otto Gottfried von Lieres und Wilkau, dessen Familie es noch im 20. Jahrhundert besaß.
Nach dem Ersten Schlesischen Krieg fiel Stephanshain 1741/42 mit dem größten Teil Schlesiens an Preußen. Die alten Verwaltungsstrukturen wurden aufgelöst und Stephanshain in den Kreis Schweidnitz eingegliedert, mit dem es bis 1945 verbunden blieb. Seit 1815 gehörte es zum Regierungsbezirk Reichenbach der Provinz Schlesien. 1785 zählte Stephanshain eine katholische Kirche, ein Pfarrhaus, ein Schulhaus, drei Vorwerke, 15 Bauern, 41 Gärtner, zwei Wassermühlen und 444 Einwohner. Die mehrheitlich protestantischen Einwohner hielten sich nach dem Dreißigjährigen Krieg zur Friedenskirche vor Schweidnitz, bis 1743 das Bethaus in Domanze errichtet wurde. Seit 1888 gehörte Stephanshain zur evangelischen Kirchengemeinde in Seiferdau.
1845 zählte Stephanshain in Besitz des Theodor von Lieres 85 Häuser, ein herrschaftliches Schloss, drei Vorwerke, 617 Einwohner (202 katholisch), evangelische Kirche zu Domanze, eine 1743 gegründete evangelische Schule, eine katholische Kirche (Adjunkt der Kirche zu Weizenrodau), ein Pfarrwidum mit ca. 106 Morgen Acker, zwei Wassermühlen mit drei Häusern, eine Rossmühle, eine Ölmühle, eine Brauerei, eine Brennerei, 17 Handwerker, drei Händler, eine Ziegelei die 1840 135.000 Stück Dach- und Mauerziegel produzierte. Der Kaufpreis des Gutes betrug 1841 120.000 Reichstaler. Seit 1874 bildete Stephanshain einen eigenen Amtsbezirk. 1898 wurde der Abschnitt Ströbel–Croischwitz der heutigen Bahnstrecke Wrocław–Jedlina-Zdrój in Betrieb genommen. Bis 1945 umfasste der Amtsbezirk Stephanshain die Gemeinden Floriansdorf, Stephanshain und Strehlitz.
Als Folge des Zweiten Weltkriegs fiel Stephanshain mit dem größten Teil Schlesiens 1945 an Polen. Nachfolgend wurde es durch die polnische Administration in Szczepanów umbenannt. Die deutschen Einwohner wurden, soweit sie nicht schon vorher geflohen waren, vertrieben. Die neu angesiedelten Bewohner stammten teilweise aus Ostpolen, das an die Sowjetunion gefallen war. 

## Sehenswürdigkeiten
- katholische Filialkirche Unsere Liebe Frau vom Rosenkranz, aus dem 16. Jahrhundert, im 18. Jahrhundert umgebaut, im Inneren ein gotisches Kruzifix aus dem Ende des 15. Jahrhunderts
- Schloss Stephanshain, ursprünglich Wasserschloss aus dem 16. Jahrhundert das im Dreißigjährigen Krieg zerstört wurde, Mitte des 19. Jahrhunderts wiederaufgebaut, nach 1945 verfallen, heute Ruine, umgeben von einem Landschaftspark
- Friedhof mit Mausoleum der Familie von Lieres und Wilkau vom Anfang des 20. Jahrhunderts